# Joseph Sabine
Joseph Sabine (6 de junio de 1770, Tewein - 24 de enero de 1837) fue un abogado y naturalista inglés. Era hermano mayor de Sir Edward Sabine.

## Biografía
Sabine practica derecho hasta 1808, cuando es nombrado inspector general de impuestos, puesto que ocupa hasta 1835.
Fue un apasionado toda su vida de la historia natural. Además de su accionar en horticultura y de sus investigaciones en botánica, fue un ornitólogo reputado.

## Honores
Joseph Sabine fue de los primeros miembros de la Sociedad linneana de Londres, fundada en 1788. Fue secretario honorario de la Real Sociedad de Horticultura de 1810 a 1830, tesorero y vicepresidente de la Sociedad Zoológica de Londres.
Fue miembro de la Royal Society en 1799. Y recibe la medalla de oro de la "Sociedad de Horticultura" en 1816.

### Epónimos
Género
- (Fabaceae) Sabinea DC. le fue dedicado por Augustin Pyrame de Candolle (1778-1841) en 1825.

Especies
- (Lamiaceae) Nepeta sabinei J.A.Schmidt[1]
- (Poaceae) Pleuropogon sabinei R.Br.[2]

- La abreviatura «Sabine» se emplea para indicar a Joseph Sabine como autoridad en la descripción y clasificación científica de los vegetales.[3]

## Abreviatura (zoología)
La abreviatura Sabine  se emplea para indicar a Joseph Sabine como autoridad en la descripción y taxonomía en zoología.